# جون أ.صامفورد
جون أ.صامفورد (بالإنجليزية: John A. Samford)‏ (و. 1905 – 1968 م) هو ضابط، وطيار أمريكي، ولد في هاغرمان، توفي في واشنطن، عن عمر يناهز 63 عاماً.

## مناصب
تولى منصب Deputy Director of the National Security Agency ‏
.

## التعليم
تعلم في جامعة كولومبيا، وتعلم في الأكاديمية العسكرية الأمريكية
.

## الخدمة العسكرية
خدم في القوات الجوية الأمريكية.

## جوائز
حصل على جوائز منها:

ميدالية الخدمة المتميزة ‏